# Demon (roman)
Demon este un roman științifico-fantastic scris de autorul american John Varley, a treia carte din trilogia sa Gaea. Romanul a apărut în 1984 la editura Berkley Books.

## Cadru
Trilogia Gaea descrie întâlnirea omenirii cu o ființă vie pe orbită în jurul planetei Saturn și având forma unui tor Stanford cu un diametru de 1300 km. Aceasta este locuită de mai multe specii extraterestre, mai ales de ființe asemănătoare centaurilor denumite Titanide.
Demon are loc în perioada 2113 - 2121, la treisprezece - douăzeci și unu de ani după evenimentele descrise în romanul Wizard. Cirocco Jones a devenit o luptătoare fugară și conducătoarea rezistenței, rămânând în viață, în ciuda forțelor lui Gaea, datorită abilităților sale neobișnuite și cu ajutorul prietenilor și aliaților. Printre aceștia se numără rasa Titanidelor, care rămân loiale Căpitanului, așa cum o numesc pe Jones, în locul lui Gaea; și rasa Îngerilor, care o numesc Comandantul Înaripat. Creațiile militare ale lui Gaea, odată limitate la bombe zburătoare, au fost extinse pentru a include entități îngrozitoare numite "Preoți", fiecare realizat de Gaea din bucăți ale victimelor sale umane. Preoții, numiți după figuri religioase semnificative din trecut, își desfășoară munca murdară conducând pe teren trupe de zombi. Aceștia sunt creați din cadavrele oamenilor care mor în roată și - dacă nu sunt incinerați - se infectează cu creaturi numite deathsnakes și se ridică să meargă din nou ca zombi.

## Prezentare
Gaea, din ce în ce mai dementă și mai obsedată de filme, a înlocuit pe avatarul pe care Jones l-a distrus la sfârșitul romanului Wizard cu unul nou, o replică de 50 de picioare (15 m) a lui Marilyn Monroe. Ea își petrece timpul într-un festival de film, numit "Pandemonium", în care participă diverși oameni, zombi și multe alte creaturi bizare create de ea, cum ar fi camere vii de filmat.
Între timp, Pământul se află în mijlocul unui război nuclear lent, posibil inițiat chiar de Gaea. Unii supraviețuitori sunt salvați de niște păstăi misterioase numite "zboruri de milă" care îi duc la Gaea. Sunt vindecați de toate bolile lor fizice și apoi, încă afectați mental, sunt aruncați în orașul Bellinzona, un loc anarhic condus de criminali. Asta înseamnă că viitorul omenirii este acum în roată și la mila conducătorului său senil.
Mai multe comploturi ale senilei Gaea ajung la lumină atunci când se dezvăluie că toți membrii echipajului "Ringmaster" au fost echipați cu un spion parazitar, asemănător unui vierme, în interiorul creierului, care transmitea fiecare gând și percepție către Gaea. Înregistrările despre toate aceste experiențe și percepții au fost păstrate în centrul (nervos) al habitatului - ca urmare a faptului că personalitatea lui Gaby a supraviețuit morții fizice și acum trăiește ca o inteligență rogue. Ea este capabilă să comunice cu Cirocco și, împreună, fac planuri privind viitorul roții. Parazitul din creierul lui Cirocco este extras de un chirurg Titanide și închis într-un borcan. Poreclit Snitch, este atât o creatură în sine, care poate vorbi, simți durerea și se poate vindeca de orice rană dar face parte și din mintea fragmentată și dezintegrată a lui Gaea. Ca atare, devine o sursă de informații despre planurile ei, așa că Cirocco o exploatează fără milă printr-un amestec de tortură și corupție: Snitch a ieșit din creierul ei dependent de alcool, cu o dependență pentru lichior.

## Primire

### Premii
- - Nominalizare la Premiul Locus Award, 1985[1]

## Legături externe
- Demon at Worlds Without End
- Gaea the Mad Titan fan site of the Gaean Trilogy

## Vezi și
- 1984 în literatură
- 1984 în științifico-fantastic